# Traperzy (obraz Trego i Williamsa)
Traperzy (ang. Trappers) – obraz olejny namalowany w 1855, znajdujący się od 1985 w zbiorach Metropolitan Museum of Art w Nowym Jorku. Namalowali go wspólnie dwaj szerzej nieznani amerykańscy malarze Jonathan K. Trego (1817–1868) i J. L. Williams (aktywny w latach 1853–1858).

## Opis
Scena na obrazie rozgrywająca się zimową porą, przedstawia amerykańskich traperów (łowców zwierzęcych skór) na koniach, którzy razem z czterema psami myśliwskimi przystanęli na wzniesieniu w lesie. Myśliwi ubrani w skóry jelenia (którego zapewne wcześniej upolowali), spoglądają w kierunku niewidocznego na obrazie celu. Traper na koniu kasztanowatej maści wydaje się być bardziej doświadczonym w tej profesji na co wskazuje jego zachowanie i strzelba, której to pozbawiony jest drugi z myśliwych dosiadający konia siwej maści. 
Obraz Trego i Williamsa łączy w sobie naiwność wykonania z realizmem treści: kasztanowaty omdlewający koń z kopytami w śniegu, jest szczególnie wyrazisty wobec trudów handlu futrami.